# Giorgos Fotakis
Georgios Fotakis (griechisch Γιώργος Φωτάκης; * 29. Oktober 1981 in Kalamata; auch Giorgos Fotakis) ist ein ehemaliger griechischer Fußballspieler.

## Karriere

### Verein
Bereits in der Jugend wechselte Georgios Fotakis zu PAOK Thessaloniki und wurde dort 1999 in den Erstligakader übernommen. Als er dort jedoch nicht zum Einsatz kam, ging er in der Winterpause zum Zweitligisten Kallithea FC und nach einem weiteren halben Jahr in die Hauptstadt Athen zu Egaleo AO.
Bei dem Verein gehörte der offensive Mittelfeldspieler von Anfang an zum Stamm der ersten Mannschaft und gleich in der ersten Saison 2000/2001 gelang ihnen der Aufstieg in die Alpha Ethniki, die erste griechische Liga. Drei Jahre später erreichte das Team mit Platz 5 in der Meisterschaft das zweitbeste Ergebnis der Vereinsgeschichte und Fotakis spielte im Jahr darauf mit dem Verein in der Gruppenphase des UEFA-Cups. Nach fünfeinhalb Jahren bei Egaleo versuchte er im Winter 2005/06 den Sprung ins Ausland zum schottischen FC Kilmarnock, wo er sich jedoch nicht durchsetzen konnte und nach einem halben Jahr wieder zurückkehrte.
Es folgten drei Jahre bei AE Larisa mit dem Höhepunkt des Pokalsiegs 2007. Dann kehrte Fotakis zu seinem Jugendverein PAOK Thessaloniki zurück. In der Saison 2009/10 feierte er mit dem Team die Vizemeisterschaft und spielte deshalb im Jahr darauf erstmals in der Champions-League-Qualifikation. In der Meisterschaft wurde man 2011 Dritter und qualifizierte sich damit für die Europa League. Achtmal kam Fotakis zum Einsatz, bevor PAOK in der Runde der letzten 32 ausschied.
Im Sommer 2013 wechselte Fotakis in die 2. türkische Liga zu Şanlıurfaspor. Diesen Verein verließ er zur nächsten Rückrunde und ging stattdessen zu Atromitos Athen. Es folgten weitere Stationen bei Panetolikos und Panthrakikos. Seine Karriere beendete er 2018 als Spieler von Zweitligist Panachaiki.

### Nationalmannschaft
Georgios Fotakis wurde schon als Jugendlicher für die nationalen Auswahlteams entdeckt. Mehrfach spielte er in der U-21-Auswahl Griechenlands und gehörte zur Mannschaft, die bei den Olympischen Sommerspielen 2004 in Athen den Gastgeber vertraten. Danach gelang ihm allerdings nicht der Sprung in die A-Nationalmannschaft. Erst mit seinem Wechsel zu PAOK Saloniki geriet er wieder in den Fokus von Nationaltrainer Otto Rehhagel, der ihn im September 2009 erstmals zu einem WM-Qualifikationsspiel ins Team berief und ihn am 14. Oktober erstmals eine Halbzeit lang einsetzte.
Danach dauerte es jedoch über ein Jahr, bis er unter dem neuen Trainer Fernando Santos zu weiteren Einsätzen kam. Sein erstes Nationalmannschaftstor erzielte er bei seiner Rückkehr in einem Freundschaftsspiel in Österreich mit dem 2:1-Siegtreffer, nachdem er schon das erste griechische Tor vorbereitet hatte. Zweimal spielte er in der Qualifikation zur Fußball-Europameisterschaft 2012 und erzielte als Einwechselspieler den wichtigen 1:1-Ausgleich gegen Georgien.
Nachdem die Qualifikation erfolgreich abgeschlossen worden war, wurde er Ende Mai 2012 in das EM-Aufgebot Griechenlands berufen.

## Erfolge
- Griechischer Pokalsieger 2007 mit AE Larisa
- Vizemeister 2010 mit PAOK Thessaloniki
- Aufstieg in die Alpha Ethniki (1. Liga) 2001 mit Egaleo AO Athen